# Нагорный (Амурская область)
Наго́рный — посёлок в Октябрьском районе Амурской области России. Входит в состав Екатеринославского сельсовета.

## География
Посёлок Нагорный стоит в 4 км от правого берега реки Ивановка (левый приток Зеи).
Дорога к посёлку Нагорный идёт на северо-запад от районного центра Октябрьского района села Екатеринославка, расстояние — около 10 км.
На запад от посёлка Нагорный дорога идёт к сёлам Урожайное, Переясловка и Преображеновка.

## Население
| 2002 | 2010 | 2012 | 2013 | 2014 | 2015 | 2016 |
| ---- | ---- | ---- | ---- | ---- | ---- | ---- |
| 73   | ↘46  | ↗49  | ↘42  | ↘40  | ↘39  | ↘37  |
| 2017 | 2018 | 2021 |      |      |      |      |
| ↘35  | ↘33  | ↗44  |      |      |      |      |

## Улицы
- пер. Дубки,
- ул. Заречная,
- ул. Нагорная,
- ул. Школьная.